# Wachsmühle
Die Wachsmühle oder Winnrödersmühle ist eine ehemalige Getreidemühle in der Gemeinde Willmars (Landkreis Rhön-Grabfeld). Sie liegt an der Sulz, einem Zufluss der Streu.

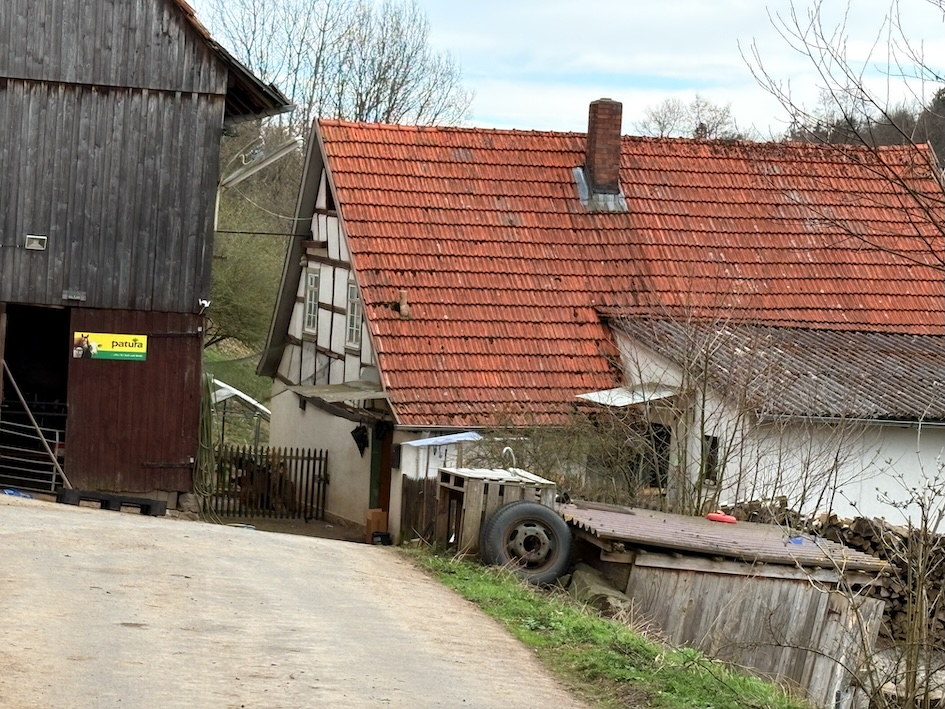
Wachsmühle bei Willmars

Die  Wachsmühle wurde wahrscheinlich von einer Familie Wienröder errichtet. Um 1800 wohnte darin die Familie Liebling.